# Pont del Vilar (Sallent)
El Pont del Vilar és una obra del municipi de Sallent (Bages) inclosa en l'Inventari del Patrimoni Arquitectònic de Catalunya.

## Descripció
És un aqüeducte que servia per salvar el pas de la riera de Soldevila. Consta de sis arcades. En els segles XVII-XVIII es reforçaren les cantonades dels arcs i dels pilars. Vers el 1950 es refeu la part superior amb una capa de formigó armat sobre pont, i un canal sobre travessers, tot de formigó armat, que no solucionà el problema del moviment del subsòl, així que fou abandonat definitivament, construint-se un sifó. Actualment un arc està totalment esfondrat, només resta la capa de ciment armat que uneix els dos pilars.

## Història
Aquest pont pertany a la séquia de Manresa, que porta les aigües del riu Llobregat des de sota del castell de Balsareny fins a Manresa. El rei Pere II concedí el privilegi de construcció del canal el 1339. Aquest pont es construí el 1344.En els segles XVII-XVIII fou reparat pels desperfectes ocasionats pels bandolers i altres causes. El 1872 es devia refer un arc que té gravada aquesta data a la clau.
L'extracció de sals potàssiques en el subsol proper feu que s'hagués d'elevar el nivell de la conducció, perquè el terreny havia cedit, amb una obra nova, però al cap d'uns anys fou abandonada i substituïda per un sifó, la qual cosa fa que no es repari i romangui abandonat.